# Abbans-Dessus
Abbans-Dessus est une commune française située dans le département du Doubs, la région culturelle et historique de Franche-Comté et la région administrative Bourgogne-Franche-Comté.

## Géographie
Abbans-Dessus, à une vingtaine de kilomètres au sud de Besançon et à trois kilomètres de Quingey, est située sur un éperon rocheux qui surplombe la vallée du Doubs.

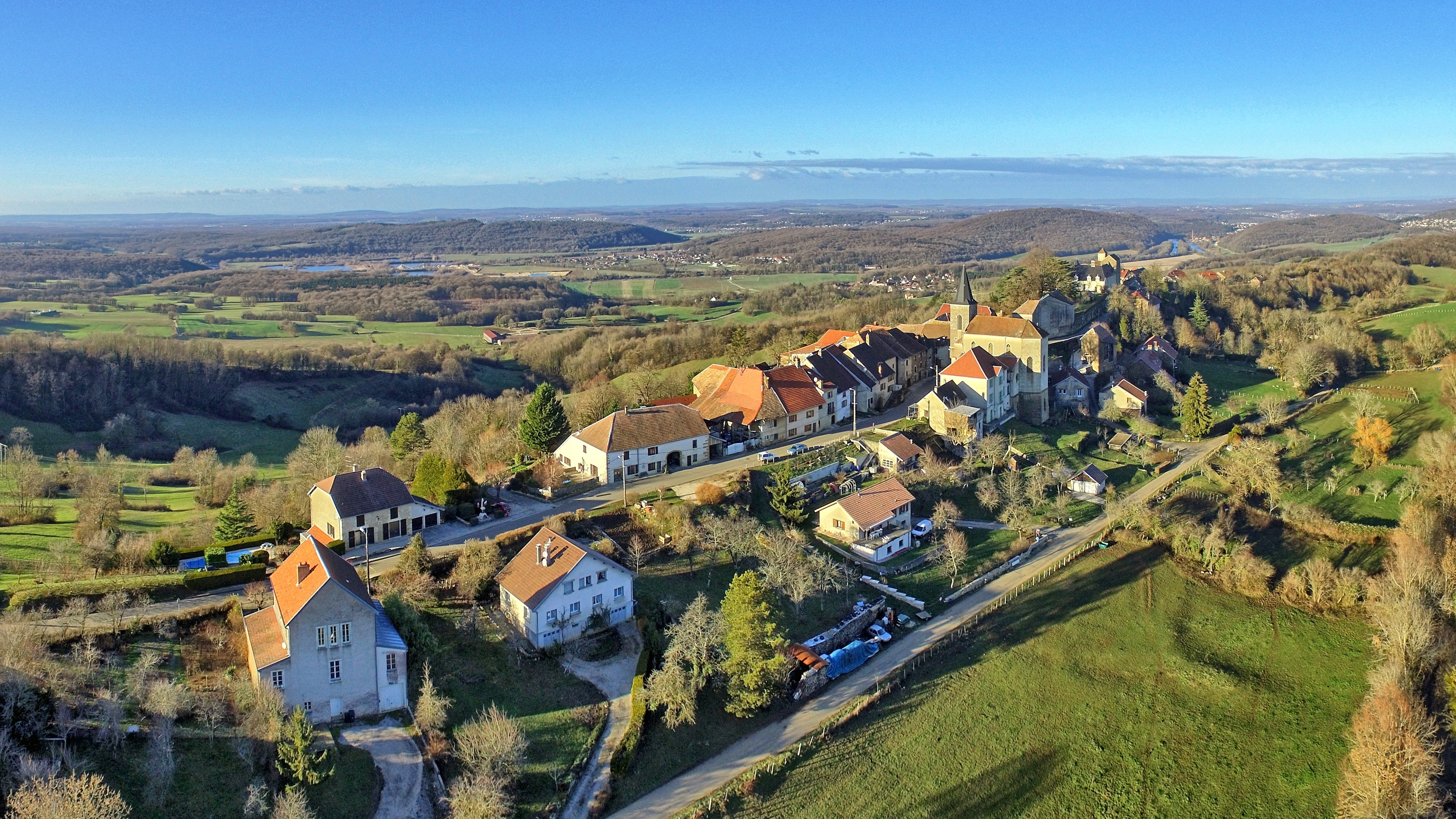
Vue générale du village sur son promontoire.

### Climat
Pour des articles plus généraux, voir Climat de la Bourgogne-Franche-Comté et Climat du Doubs.
En 2010, le climat de la commune est de type climat de montagne, selon une étude du Centre national de la recherche scientifique s'appuyant sur une série de données couvrant la période 1971-2000. En 2020, Météo-France publie une typologie des climats de la France métropolitaine dans laquelle la commune est exposée à un climat semi-continental et est dans la région climatique Jura, caractérisée par une forte pluviométrie en toutes saisons (1 000 à 1 500 mm/an), des hivers rigoureux et un ensoleillement médiocre.
Pour la période 1971-2000, la température annuelle moyenne est de 10,4 °C, avec une amplitude thermique annuelle de 17,2 °C. Le cumul annuel moyen de précipitations est de 1 271 mm, avec 13,5 jours de précipitations en janvier et 9,5 jours en juillet. Pour la période 1991-2020, la température moyenne annuelle observée sur la station météorologique de Météo-France la plus proche, « Dannemarie-sur-Crète », sur la commune de Dannemarie-sur-Crète à 10 km à vol d'oiseau, est de 11,3 °C et le cumul annuel moyen de précipitations est de 1 066,6 mm. 
La température maximale relevée sur cette station est de 39,9 °C, atteinte le 25 juillet 2019 ; la température minimale est de −22 °C, atteinte le 9 janvier 1985,,.
Les paramètres climatiques de la commune ont été estimés pour le milieu du siècle (2041-2070) selon différents scénarios d'émission de gaz à effet de serre à partir des nouvelles projections climatiques de référence DRIAS-2020. Ils sont consultables sur un site dédié publié par Météo-France en novembre 2022.

## Urbanisme

### Typologie
Au 1er janvier 2024, Abbans-Dessus est catégorisée commune rurale à habitat dispersé, selon la nouvelle grille communale de densité à 7 niveaux définie par l'Insee en 2022.
Elle est située hors unité urbaine. Par ailleurs la commune fait partie de l'aire d'attraction de Besançon, dont elle est une commune de la couronne,. Cette aire, qui regroupe 310 communes, est catégorisée dans les aires de 200 000 à moins de 700 000 habitants,.

### Occupation des sols
L'occupation des sols de la commune, telle qu'elle ressort de la base de données européenne d’occupation biophysique des sols Corine Land Cover (CLC), est marquée par l'importance des territoires agricoles (62,1 % en 2018), une proportion sensiblement équivalente à celle de 1990 (62,7 %). La répartition détaillée en 2018 est la suivante : 
prairies (35,8 %), forêts (30,5 %), zones agricoles hétérogènes (17,5 %), terres arables (8,8 %), zones urbanisées (7,1 %), milieux à végétation arbustive et/ou herbacée (0,2 %). L'évolution de l’occupation des sols de la commune et de ses infrastructures peut être observée sur les différentes représentations cartographiques du territoire : la carte de Cassini (XVIIIe siècle), la carte d'état-major (1820-1866) et les cartes ou photos aériennes de l'IGN pour la période actuelle (1950 à aujourd'hui).

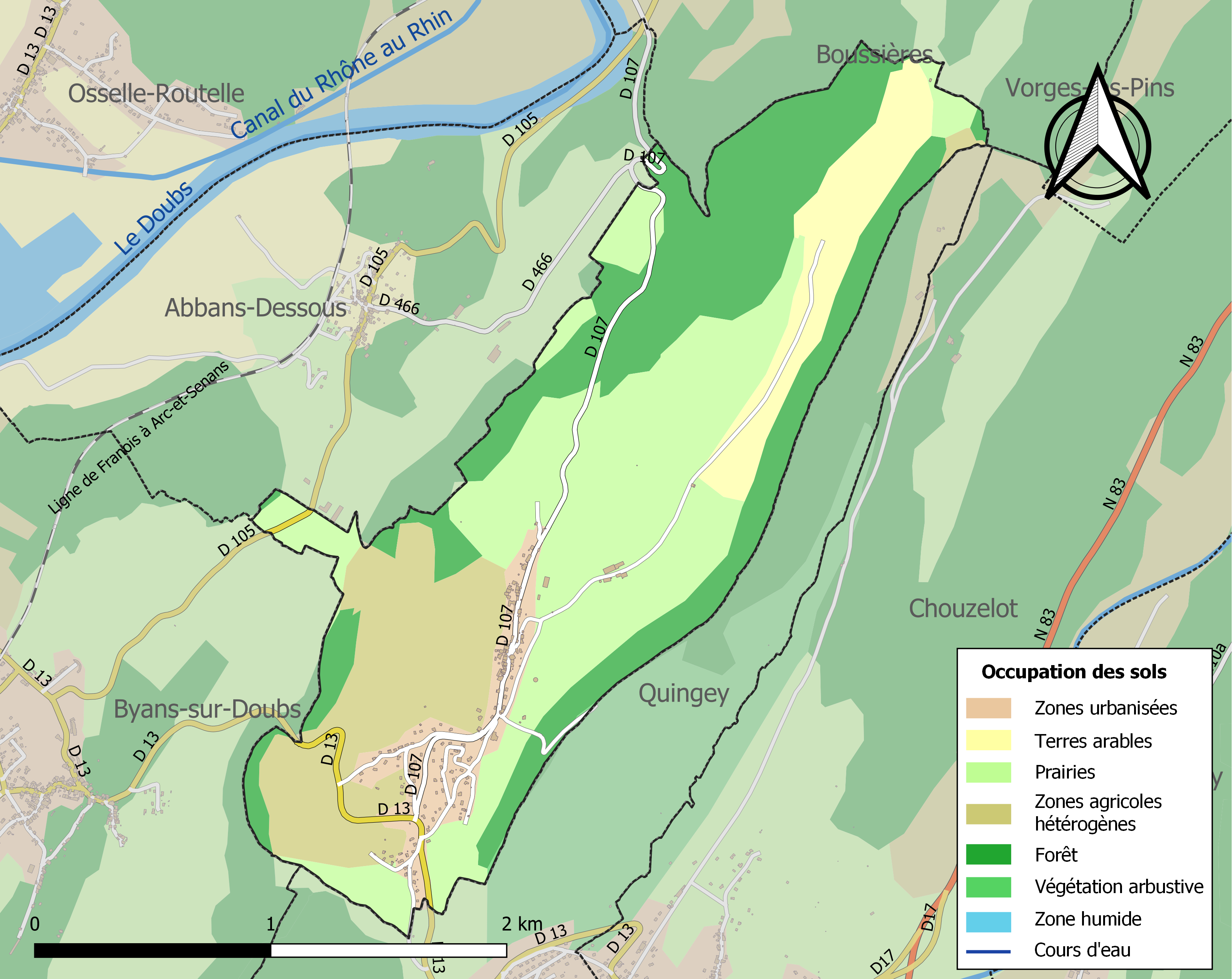
Carte des infrastructures et de l'occupation des sols de la commune en 2018 (CLC).

## Toponymie
Abens en 1092 ; Abans en 1133 ; Abbens en 1143 ; Abbans en 1372 ; Abbans-Dessus depuis 1580.
Formation médiévale de type germanique en -ing(en), romanisée en -ingos qui correspond à l'établissement de Francs plus ou moins romanisés, le premier élément du nom de lieu est généralement un nom de personne germanique, ici Abbo au cas régime.

## Histoire
Le village est construit sur un éperon rocheux et surplombe la forêt de Chaux ainsi que la vallée du Doubs. Il est probable, au vu de sa situation stratégique, qu'il a eu pour origine un oppidum gallo-romain. Au cœur du bourg  se trouve le château d'Abbans  (deux anciens châteaux contigus) dont n'est vraiment apparent et célèbre que le donjon où le marquis Jouffroy d'Abbans, l'inventeur du bateau à vapeur, aurait en grande partie conçu son œuvre. On trouve mention faite de l'édifice dès 1091. Il appartenait aux sires d'Abbans, personnages importants au sein de l'histoire régionale. Quand, à la fin du XIIIe siècle les fils de Philippe d'Abbans héritèrent de la seigneurie ; ils créèrent le « Bourg-devant » et le « Bourg-derrière ». Le « Château derrière » échut à Guillaume et Richard érigea, à proximité, le « Château-devant ».
Le Château-derrière passa ensuite aux mains des sires de Grammont et de Joux puis, en 1484, à la famille Jouffroy lorsque Jacques Jouffroy épousa Anne de Joux.
En 1290, la fille de Richard d'Abbans décida de céder le Château-devant à Jean de Chalon-Arlay. Celui-ci gratifia Abbans d'une charte de franchises en 1297. Le château, ruiné au début du XVIIIe siècle fut acquis par Claude-François de Jouffroy, déjà héritier du château-derrière.
Abbans-Dessus a été un lieu de cultures céréalières et d'élevage. La vigne y était prolixe jusqu'à sa destruction au XIXe siècle par le phylloxéra.

### Généalogie des sires d'Abbans

Armes de la maison d'Abbans.

La Maison d'Abbans (ou Habens) tirait son nom d'un château situé dans le bailliage de Quingey. Elle faisait partie des quatre maisons qui avaient droit de sépulture dans l'église Saint-Étienne de cette ville. Leurs armes étaient : d'argent à la croix de gueules, accompagnées de deux roses de même chef.
Humbert d'Abbans, (? - après 1134).
Mariage et succession :
Son épouse est inconnue, il a :
- Hubald qui suit,
- Roger.

Hubald d'Abbans, (? - après 1143), écuyer, seigneur d'Abbans. Il est cité dans une charte de 1143 dans laquelle le pape Lucius II confirme les biens de l'église Sainte-Madeleine de Besançon : "Dimidium mansum, in castris Toragii vestre terre, quod expugnastis duello, contra Hubaldum de Habens".
Mariage et succession :

Son épouse est inconnue, il a :
- Louis Ier qui suit,
- Olivier d'Abbans, chevalier, bienfaiteur de l'abbaye de Cherlieu, père de Louis II.

Louis Ier d'Abbans, (? - après 1157), seigneur d'Abbans, écuyer puis chevalier, il fait des dons à l'abbaye Notre-Dame de Billon confirmé en 1156.
Mariage et succession :
Son épouse est inconnue, il a :
- Humbert II qui suit,
- Thiébaud, (? - avant 1190),
- Olivier, abbé du monastère de Luxeuil de 1189 à 1201, vicaire général du diocèse de Besançon en l'absence de l'archevêque Thierry II de Montfaucon parti pour la Troisième croisade durant laquelle il décède de la peste en 1191,
- Otton, mort sans postérité.

Humbert II d'Abbans, (? - après 1182), écuyer puis chevalier, seigneur d'Abbans, de Purgerot et d'Augicour.
Mariage et succession :
Son épouse est inconnue, il a :
- Louis II qui suit,
- Julienne, elle épouse Lambert de Cicon.

Louis II d'Abbans, (? - après 1235), écuyer puis chevalier, seigneur d'Abbans. Son sceau, attaché à un acte de donation à l'abbaye de Cherlieu, le présentait à cheval, armé et tenant une bannière à ses armes.
Mariage et succession :
Son épouse est inconnue, il a : 
- Philippe qui suit,
- Richard, (? - 1281), chevalier, seigneur d'Abbans, de Villers-Saint-Georges, de Noironte,
- Guillaume, chevalier,
- Nicolette,
- Willemette,
- Odilette.

Philippe d'Abbans chevalier, seigneur d'Abbans. En 1224 il fait partie du nombre des otages que le comte de Chalon Jean Ier de Chalon donne à Besançon pour assurer un traité qu'il avait conclu avec eux.
Mariage et succession :
Il épouse Richarde, fille de Richard de Chay et d'Agnès d'Arguel, de qui il a :
- Guillaume qui suit,
- Guillemette, elle épouse en premières noces Henri de Conflandey, puis en secondes noces Hugues de Montferrand.

Guillaume d'Abbans, (? - avant 1336), écuyer puis chevalier, seigneur d'Abbans.
Mariage et succession :
Il épouse Isabelle, (? - après 1300), fille de Pons de Cicon et d'Agnès de Pelousey, de qui il a Amiet qui suit.
Amiet d'Abbans, (? - Abbans août 1314), écuyer, seigneur d'Abbans.
Mariage et succession :
Il épouse Isabelle de qui il a :
- Jeanne, elle épouse Henry de Saint-Aubin, (vers 1310 - ?), chevalier,
- Jean, (? - 1370), écuyer puis chevalier, seigneur de Noironte, châtellain de Châtillon-le-Duc, il épouse Marguerite, fille de Thiébaud III de Belvoir et de Jeanne de Montfaucon, de ce mariage nait une fille qui transmet le château d'Abbans à Guillaume d'Arbon. Par héritage il passe dans les familles de Joux, puis de Grammont et de Jouffroy.

## Politique et administration

### Liste des maires
| Période  | Période  | Identité         | Étiquette | Qualité  |
| -------- | -------- | ---------------- | --------- | -------- |
| 1995     | 2014     | Michel Guelle    |           |          |
| 2014     | 2020     | Claude Mareschal | SE        | Retraité |
| mai 2020 | En cours | Florence Paul    |           |          |

### Tendances politiques et résultats
Lors des élections européennes de 2019, Abbans-Dessus vote plus que la moyenne nationale (59,35 % contre 50,12 %).
Le parti EELV, mené par Yannick Jadot y arrive en tête, avec 31 votes et 19,02 % des suffrages (13,48% au niveau national).
Le Rassemblement national, mené par Jordan Bardella, y obtient 16,56 % et 27 votes (23,34 % au niveau national) tandis que la République en Marche y réalise un score de 15,34 % et 25 votes (22,41 % au niveau national).
Les Républicains, menés par François-Xavier Bellamy y obtiennent un score supérieur qu’au niveau national, avec 11,04 % et 18 votes contre 8,48 % à l’échelle hexagonale.
Le Parti Socialiste, la France Insoumise et Debout la France y arrivent eux-æquo avec 6,75 % et 11 votes, contre respectivement 6,13 %, 6,31 % et 3,51 % au niveau national.
Urgence Écologie, liste menée par Dominique Bourg, obtient un score de 6,13 % contre 1,82 % au niveau national.
Les autres partis y réalisent moins de 5 %.
Le résultat de l'élection présidentielle de 2012 dans cette commune est le suivant :
| Candidat       | Candidat                    | Premier tour | Premier tour | Second tour | Second tour |
| Candidat       | Candidat                    | Voix         | %            | Voix        | %           |
| -------------- | --------------------------- | ------------ | ------------ | ----------- | ----------- |
|                | Eva Joly (EÉLV)             | 8            | 3,72         |             |             |
|                | Marine Le Pen (FN)          | 32           | 14,88        |             |             |
|                | Nicolas Sarkozy (UMP)       | 44           | 20,47        | 88          | 41,31       |
|                | Jean-Luc Mélenchon (FG)     | 22           | 10,23        |             |             |
|                | Philippe Poutou (NPA)       | 3            | 1,40         |             |             |
|                | Nathalie Arthaud (LO)       | 3            | 1,40         |             |             |
|                | Jacques Cheminade (SP)      | 0            | 0,00         |             |             |
|                | François Bayrou (MoDem)     | 16           | 7,44         |             |             |
|                | Nicolas Dupont-Aignan (DLR) | 5            | 2,33         |             |             |
|                | François Hollande (PS)      | 82           | 38,14        | 125         | 58,69       |
|                |                             |              |              |             |             |
| Inscrits       | Inscrits                    | 264          | 100,00       | 264         | 100,00      |
| Abstentions    | Abstentions                 | 46           | 17,42        | 39          | 14,77       |
| Votants        | Votants                     | 218          | 82,58        | 225         | 85,23       |
| Blancs et nuls | Blancs et nuls              | 3            | 1,38         | 12          | 5,33        |
| Exprimés       | Exprimés                    | 215          | 98,62        | 213         | 94,67       |

Le résultat de l'élection présidentielle de 2017 dans cette commune est le suivant :
| Candidat    | Candidat                    | Premier tour | Premier tour | Deuxième tour | Deuxième tour |  |
| Candidat    | Candidat                    | %            | Voix         | %             | Voix          |  |
| ----------- | --------------------------- | ------------ | ------------ | ------------- | ------------- |  |
|             | Nicolas Dupont-Aignan (DLF) | 2,18         | 5            |               |               |  |
|             | Marine Le Pen (FN)          | 23,14        | 53           | 32,47         | 63            |  |
|             | Emmanuel Macron (EM)        | 26,20        | 60           | 67,53         | 131           |  |
|             | Benoît Hamon (PS)           | 7,86         | 18           |               |               |  |
|             | Nathalie Arthaud (LO)       | 1,75         | 4            |               |               |  |
|             | Philippe Poutou (NPA)       | 3,93         | 9            |               |               |  |
|             | Jacques Cheminade (SP)      | 0,00         | 0            |               |               |  |
|             | Jean Lassalle (RES)         | 4,37         | 10           |               |               |  |
|             | Jean-Luc Mélenchon (LFI)    | 19,65        | 45           |               |               |  |
|             | François Asselineau (UPR)   | 0,00         | 0            |               |               |  |
|             | François Fillon (LR)        | 10,92        | 25           |               |               |  |
|             |                             |              |              |               |               |  |
| Inscrits    | Inscrits                    | 281          | 100,00       | 281           | 100,00        |  |
| Abstentions | Abstentions                 | 47           | 16,73        | 59            | 21,00         |  |
| Votants     | Votants                     | 234          | 83,27        | 222           | 79,00         |  |
| Blancs      | Blancs                      | 5            | 2,14         | 20            | 9,01          |  |
| Nuls        | Nuls                        | 0            | 0,00         | 8             | 3,60          |  |
| Exprimés    | Exprimés                    | 229          | 97,86        | 194           | 87,39         |  |

## Démographie
Les habitants sont appelés les Abbanais.
L'évolution du nombre d'habitants est connue à travers les recensements de la population effectués dans la commune depuis 1793. Pour les communes de moins de 10 000 habitants, une enquête de recensement portant sur toute la population est réalisée tous les cinq ans, les populations de référence des années intermédiaires étant quant à elles estimées par interpolation ou extrapolation. Pour la commune, le premier recensement exhaustif entrant dans le cadre du nouveau dispositif a été réalisé en 2006.

En 2022, la commune comptait 283 habitants, en évolution de −6,91 % par rapport à 2016 (Doubs : +1,88 %, France hors Mayotte : +2,11 %).
| 1793 | 1800 | 1806 | 1821 | 1831 | 1836 | 1841 | 1846 | 1851 |
| ---- | ---- | ---- | ---- | ---- | ---- | ---- | ---- | ---- |
| 216  | 231  | 261  | 240  | 217  | 220  | 236  | 211  | 216  |

| 1856 | 1861 | 1866 | 1872 | 1876 | 1881 | 1886 | 1891 | 1896 |
| ---- | ---- | ---- | ---- | ---- | ---- | ---- | ---- | ---- |
| 196  | 201  | 190  | 172  | 170  | 169  | 185  | 199  | 171  |

| 1901 | 1906 | 1911 | 1921 | 1926 | 1931 | 1936 | 1946 | 1954 |
| ---- | ---- | ---- | ---- | ---- | ---- | ---- | ---- | ---- |
| 156  | 165  | 158  | 134  | 105  | 105  | 117  | 131  | 135  |

| 1962 | 1968 | 1975 | 1982 | 1990 | 1999 | 2006 | 2011 | 2016 |
| ---- | ---- | ---- | ---- | ---- | ---- | ---- | ---- | ---- |
| 108  | 107  | 138  | 237  | 242  | 274  | 317  | 303  | 304  |

| 2021 | 2022 | - | - | - | - | - | - | - |
| ---- | ---- | - | - | - | - | - | - | - |
| 290  | 283  | - | - | - | - | - | - | - |

## Culture locale et patrimoine

### Lieux et monuments
- château d'Abbans, des XIIe, XIVe et XVIe siècles, surtout connu pour son donjon, où le marquis Claude François Jouffroy d'Abbans (1751-1832) mit au point le premier bateau à vapeur à roues à aubes. Donjon carré et deux tours du XIVe siècle. Le logis est reconstruit au XVIIIe siècle. Reste d'une enceinte quadrangulaire d'une maison forte[26].
- L'église, placée sous le vocable de l'Assomption.
- Maison.
- Rue (dont les murs sur les côtés sont couverts de fleurs).
- Lavoir.
- Vestiges de l'enceinte du village[26].

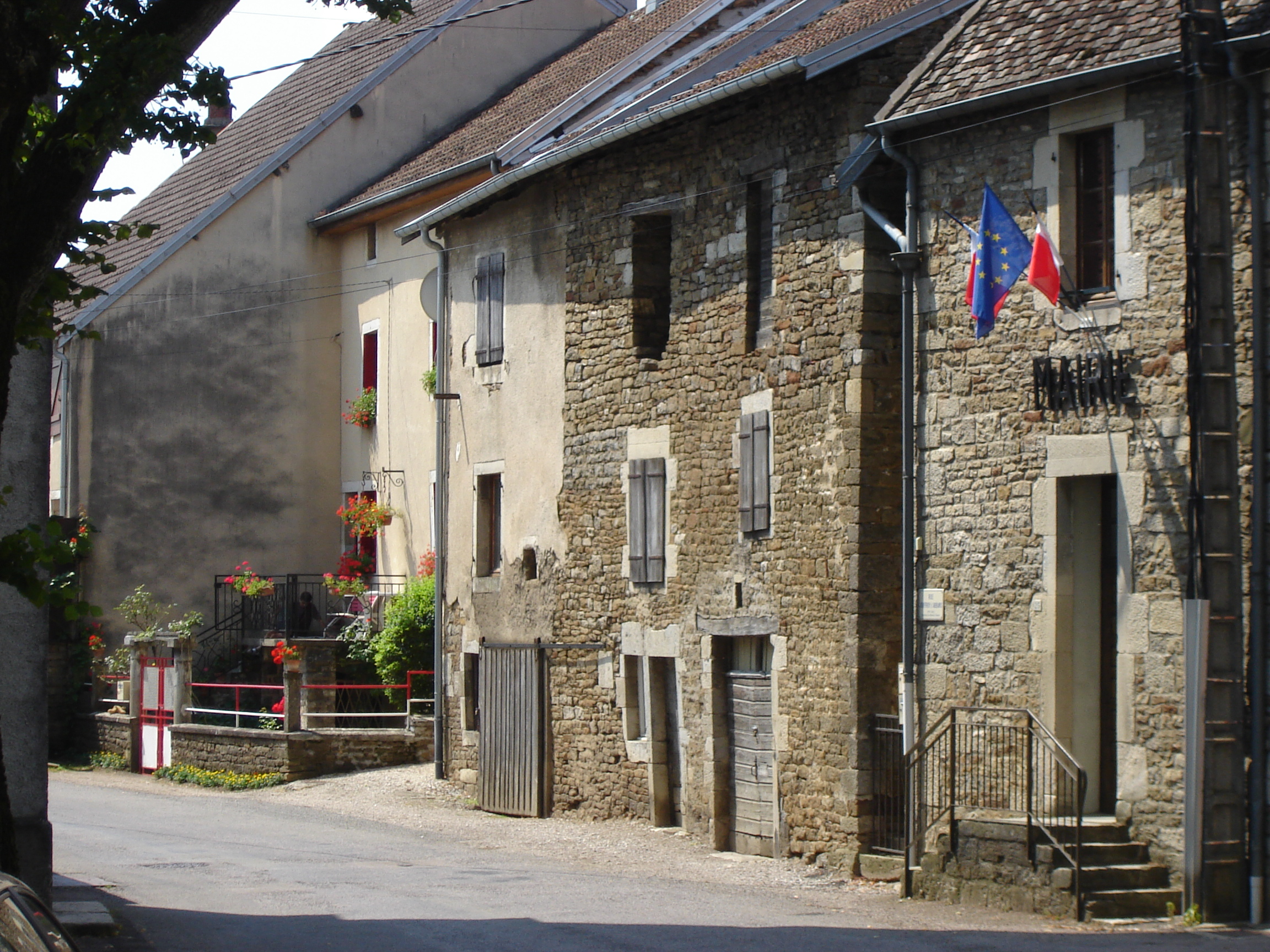
Mairie d'Abbans-Dessus.
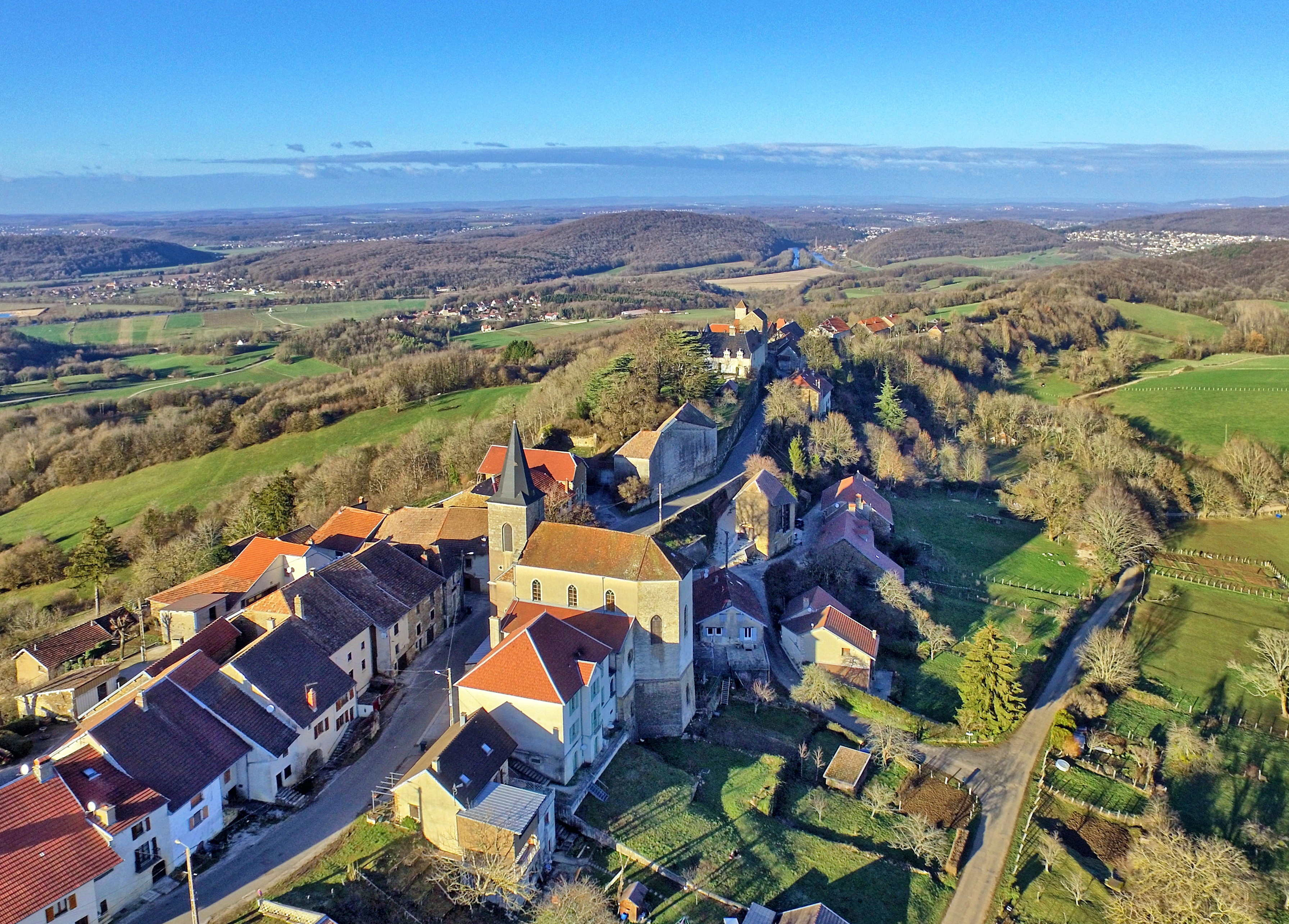
L'église au milieu du village.
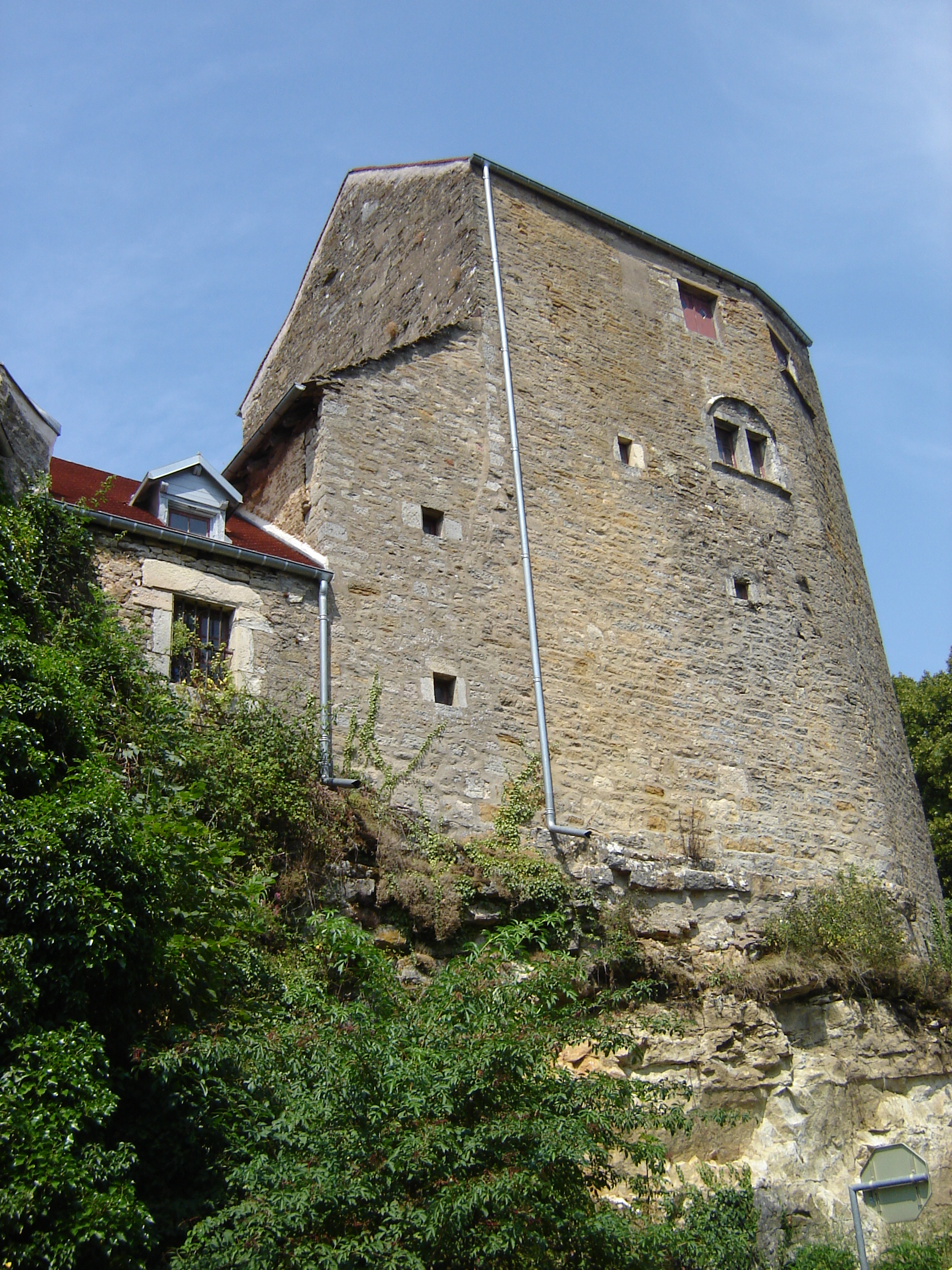
Donjon du château.
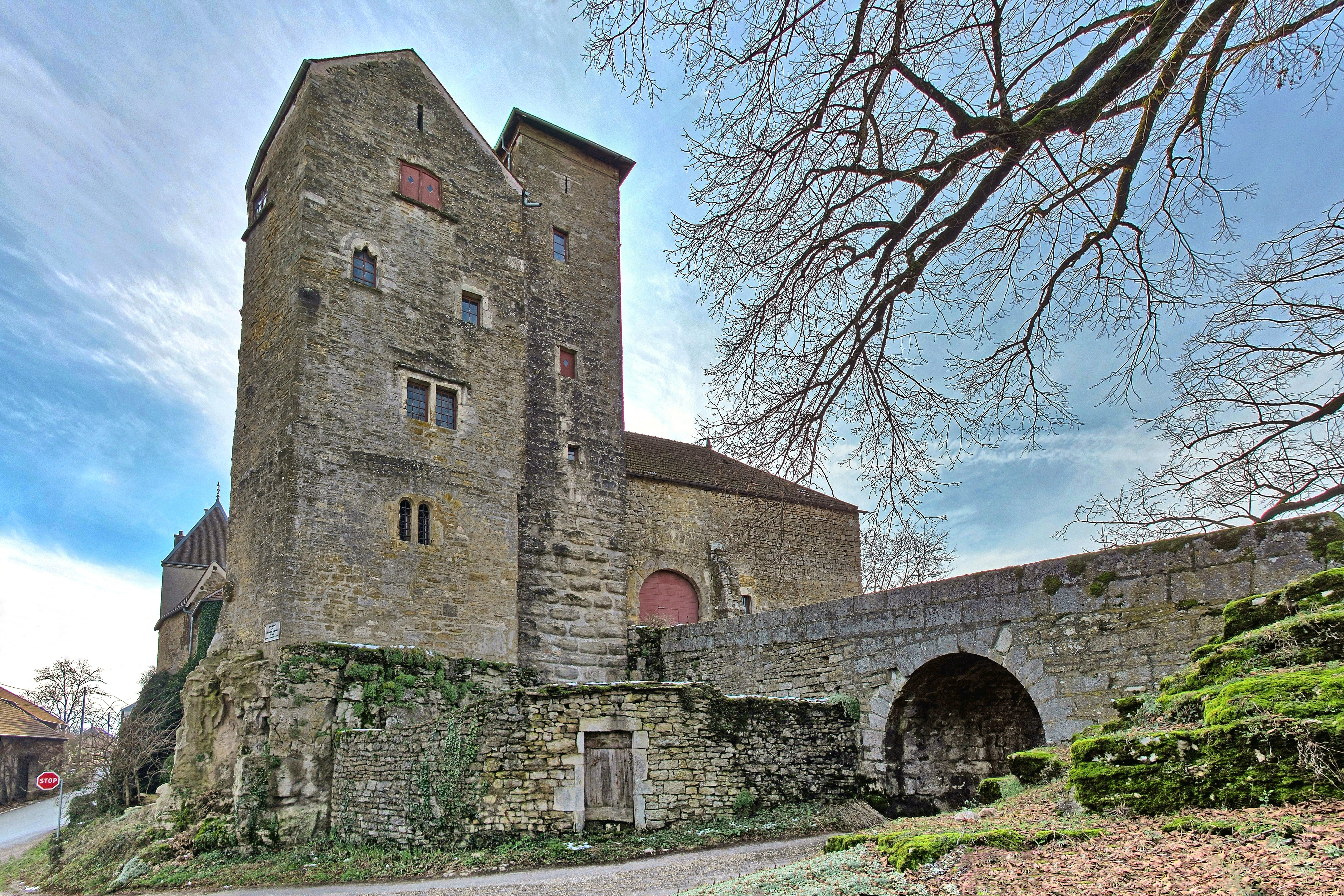
Entrée et donjon du château.
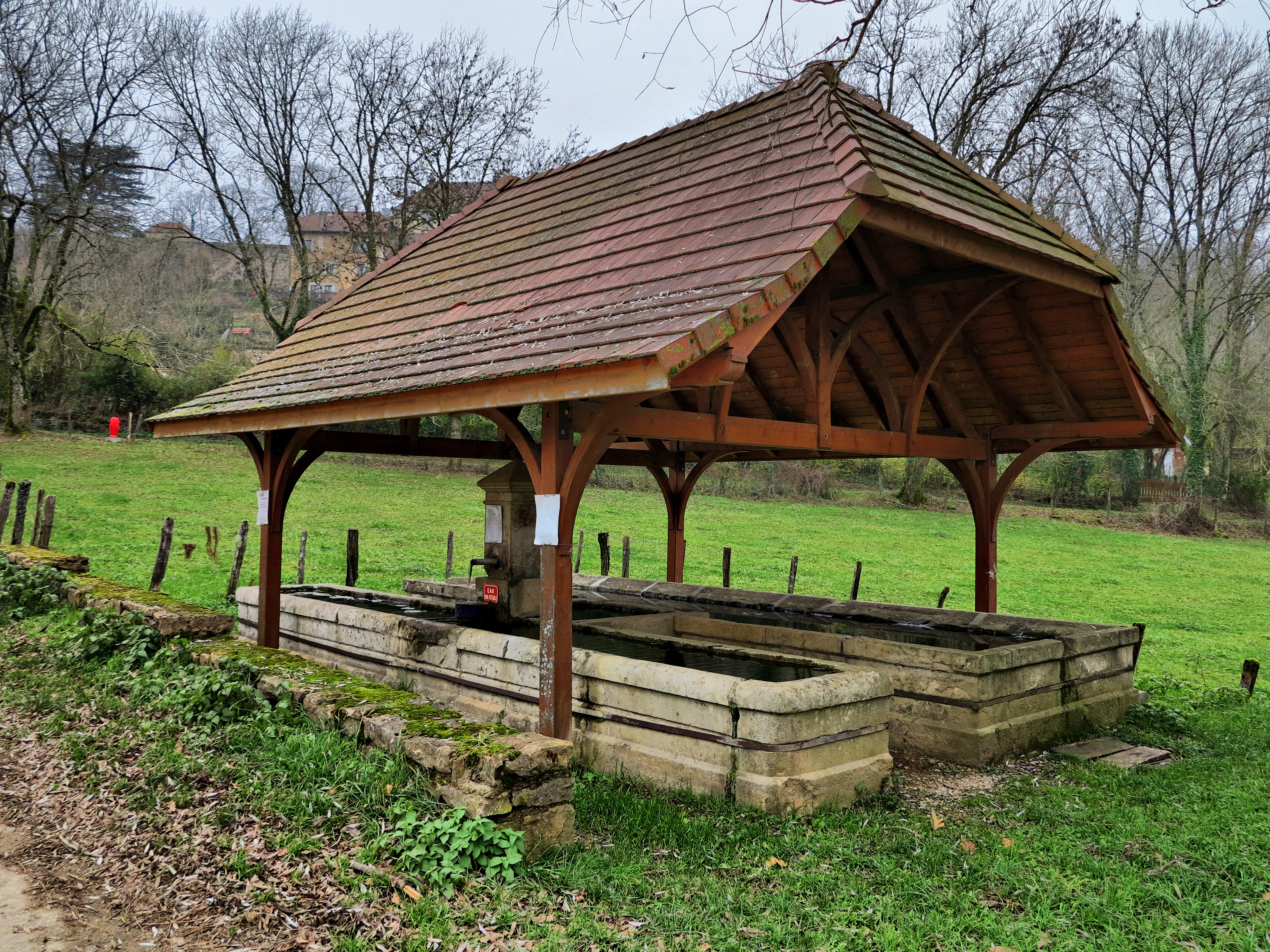
Lavoir-abreuvoir.

### Abbans-Dessus dans les arts
Abbans-Dessus est citée (sous la forme Albans-Dessus) dans le poème d’Aragon, Le Conscrit des cent villages, écrit comme acte de Résistance intellectuelle de manière clandestine au printemps 1943, pendant la Seconde Guerre mondiale.

### Personnalités liées à la commune
- Jouffroy d'Abbans.
- Paul de Faget de Casteljau.
- Paul Rognon (1917-1944), résistant français tué au combat le 6 septembre 1944 sur le territoire de la commune.

### Protection - Tourisme
Le village fait partie des sites inscrits du Doubs par la DREAL.

### Héraldique
| Blason de Abbans-Dessus | Blason  | D'argent à la croix de gueules cantonnée en chef de deux roses du même.        |
| Blason de Abbans-Dessus | Détails | Armes de la famille d'Abbans. Le statut officiel du blason reste à déterminer. |